# Sylwester Janiszewski
Sylwester Janiszewski (ur. 24 stycznia 1988 w Słubicach) – polski kolarz przełajowy, a następnie szosowy. Medalista mistrzostw Polski, reprezentant Polski w kategorii U23.

## Kariera sportowa
Karierę rozpoczął od kolarstwa przełajowego. Startował w barwach klubu LUKS Bizon Bieganów, gdzie jego trenerem był Andrzej Bycka. W 2006 zajął 10. miejsce w mistrzostwach świata w przełajach w kategorii juniorów oraz został wicemistrzem Polski juniorów w tej samej dyscyplinie sportu. W 2007 został przełajowym wicemistrzem Polski w kategorii U23, a wyścigu mistrzostw świata w tej samej kategorii wiekowej nie ukończył.
W latach 2008–2009 był zawodnikiem Legii Warszawa. W 2008 sięgnął po brązowy medal mistrzostw Polski w przełajach w kategorii U23. Startował także w mistrzostwach świata w przełajach, zajmując 31. miejsce w kategorii U23. W 2009 zdobył kolejny brązowy medal mistrzostw Polski w przełajach w kategorii U23, a w mistrzostwach świata zajął 26. miejsce w tej samej kategorii wiekowej. W tym samym roku wystąpił także w indywidualnym wyścigu szosowym mistrzostw świata w kategorii U23, ale go nie ukończył.
Od 2010 do 2012 jeździł w barwach CCC Polsat Polkowice. W 2010 wystąpił ponownie w indywidualnym wyścigu szosowym mistrzostw świata w kategorii U23, zajmując 17. miejsce. Jego największym sukcesem w karierze szosowej jest brązowy medal mistrzostw Polski w indywidualnym wyścigu szosowym ze startu wspólnego (2012) oraz zwycięstwo w Pucharze Uzdrowisk Karpackich (2012).
W 2012 zwyciężył także w Memoriale Henryka Łasaka (2012), ale został pozbawiony zwycięstwa po pozytywnym wyniku kontroli dopingowej. Od sierpnia 2012 do końca sezonu 2014 był zawieszony za stosowanie niedozwolonych środków dopingujących.

## Osiągnięcia

### Kolarstwo szosowe
Opracowano na podstawie:

2012
- 3. miejsce w Memoriale Andrzeja Trochanowskiego
- 3. miejsce w mistrzostwach Polski (start wspólny)

2015
- 1. miejsce na 4. etapie Szlakiem Grodów Piastowskich

2016
- 3. miejsce w mistrzostwach Polski (start wspólny)
- 2. miejsce w Memoriale Henryka Łasaka

2017
- 1. miejsce na 4. etapie Bałtyk-Karkonosze Tour
- 3. miejsce w Memoriale Grundmanna i Wizowskiego
- 2. miejsce w Memoriale Henryka Łasaka
- 3. miejsce w Pucharze Ministra Obrony Narodowej
- 3. miejsce w East Bohemia Tour
- 2. miejsce w Visegrad 4 Bicycle Race Grand Prix Czech Republic
- 3. miejsce w Visegrad 4 Bicycle Race Grand Prix Poland

2018
- 2. miejsce w Memoriale Andrzeja Trochanowskiego
- 1. miejsce w Wyścigu Solidarności i Olimpijczyków
  - 1. miejsce w klasyfikacji punktowej
  - 1. miejsce na 1. i 5. etapie

2019
- 3. miejsce w Memoriale Romana Siemińskiego
- 1. miejsce w Memoriale Grundmanna i Wizowskiego

2020
- 1. miejsce na 4. etapie Belgrad–Banja Luka
- 2. miejsce w Wyścigu Solidarności i Olimpijczyków
  - 1. miejsce na 4. etapie

## Rankingi
| Rok             | 2009 | 2010 | 2011 | 2012 | 2013 | 2014 | 2015 | 2016 | 2017 | 2018 | 2019 | 2020 |
| --------------- | ---- | ---- | ---- | ---- | ---- | ---- | ---- | ---- | ---- | ---- | ---- | ---- |
| World Ranking   |      |      |      |      |      |      |      | 598. | 410. | 529. | 735. | 564. |
| UCI Europe Tour | 830. | 427. | 937. | 77.  | -    | -    | 505. | 362. | 203. | 303. | 535. | 459. |
| UCI Asia Tour   | -    | -    | 155. | 191. | -    | -    | -    | -    | -    | -    |      |      |
|                 |      |      |      |      |      |      |      |      |      |      |      |      |
| Źródło: UCI     |      |      |      |      |      |      |      |      |      |      |      |      |